# Метод спектральних елементів
Метод спектральних елементів (англ. spectral element method, SEM) — у чисельному розв'язуванні диференціальних рівнянь з частинними похідними), це відгалуження методу скінченних елементів (англ. finite element method, FEM), в якому як базисні функції вибрано кусково-поліноміальні функції вищих порядків. Ідея методу полягає в тому, щоб знайти розв'язок диференціальних рівнянь, який подається у вигляді суми базисних функцій (наприклад ряду Фур'є, який є сумою синусоїд), а також у підборі коефіцієнтів, які б задовольняли диференціальне рівняння. Метод спектральних елементів запропонував 1984 року Патера (англ. A. T. Patera).
Метод спектральних елементів та метод скінченних елементів тісно пов'язані між собою й базуються на одній і тій же ж ідеї. Основна відмінність між цими методами в тому, що в методі спектральних елементів базисні функції відмінні від нуля на всій області визначення, в той час як в методі скінченних елементів базисні функції відмінні від нуля лише на малих підобластях.

## Вступ
Метод спектральних елементів дає змогу отримати розв'язок у тригонометричних рядах, головною перевагою методу є використання базисних функцій вищих порядків, що дає змогу отримати розв'язок вищого порядку точності. Цей підхід базується на тому, що тригонометричні поліноми є ортонормованими в просторі {\displaystyle L^{2}(\Omega )}. Як апроксимаційні поліноми зазвичай вибирають поліноми Чебишева та поліноми Лежандра вищих порядків. У методі спектральних елементів обчислювальна похибка зменшується експоненційно відповідно до вибраних апроксимаційних поліномів, тому збіжність до точного розв'язку досягається швидше порівняно з методом скінченних елементів. Для прикладу, в медицині метод скінченних елементів може бути використаним для виявлення пошкоджень в певній структурі організму, проте зі зменшенням розміру пошкодження постає необхідність у використанні хвилі з меншою довжиною (вищої частоти). Таким чином, у методі скінченних елементів виникає необхідність у згущуванні сітки, що призводить до збільшення часу обчислення та накопичення обчислювальної похибки. Водночас метод спектральних елементів з меншим числом ступенів вільності є кращим для виявлення незначних пошкоджень в організмі людини. Неоднорідність вузлів дає змогу зробити загальну матрицю в методі спектральних елементів діагональною, що дозволяє ефективніше використовувати час і пам'ять обчислювального пристрою для розв'язку. Недоліком методу спектральних елементів є труднощі, які виникають в моделюванні розв'язку на заданій області складної геометрії, в порівнянні з гнучкістю методу скінченних елементів.

## Апріорна оцінка похибки
Для отримання оцінки методу будується варіаційне формулювання за методом Бубнова—Гальоркіна та застосовується лема Сеа. Якщо u є розв'язком слабкого формулювання, uN -  наближений розв'язок, та {\displaystyle u\in H^{s+1}(\Omega )} тоді:
{\displaystyle \|u-u_{N}\|_{H^{1}(\Omega )}\leqq C_{s}N^{-s}\|u\|_{H^{s+1}(\Omega )}}
де C не залежить від N та s не більше ніж рівень апроксимації кусково-поліноміальних базисних функцій. У міру збільшення N, можна також збільшити порядок базисних функцій апроксимації. У цьому випадку, якщо u є аналітичним розв'язком, тоді:
{\displaystyle \|u-u_{N}\|_{H^{1}(\Omega )}\leqq C\exp(-\gamma N),}
де {\displaystyle \gamma } залежить лише від {\displaystyle u}.